# The Baked Potato

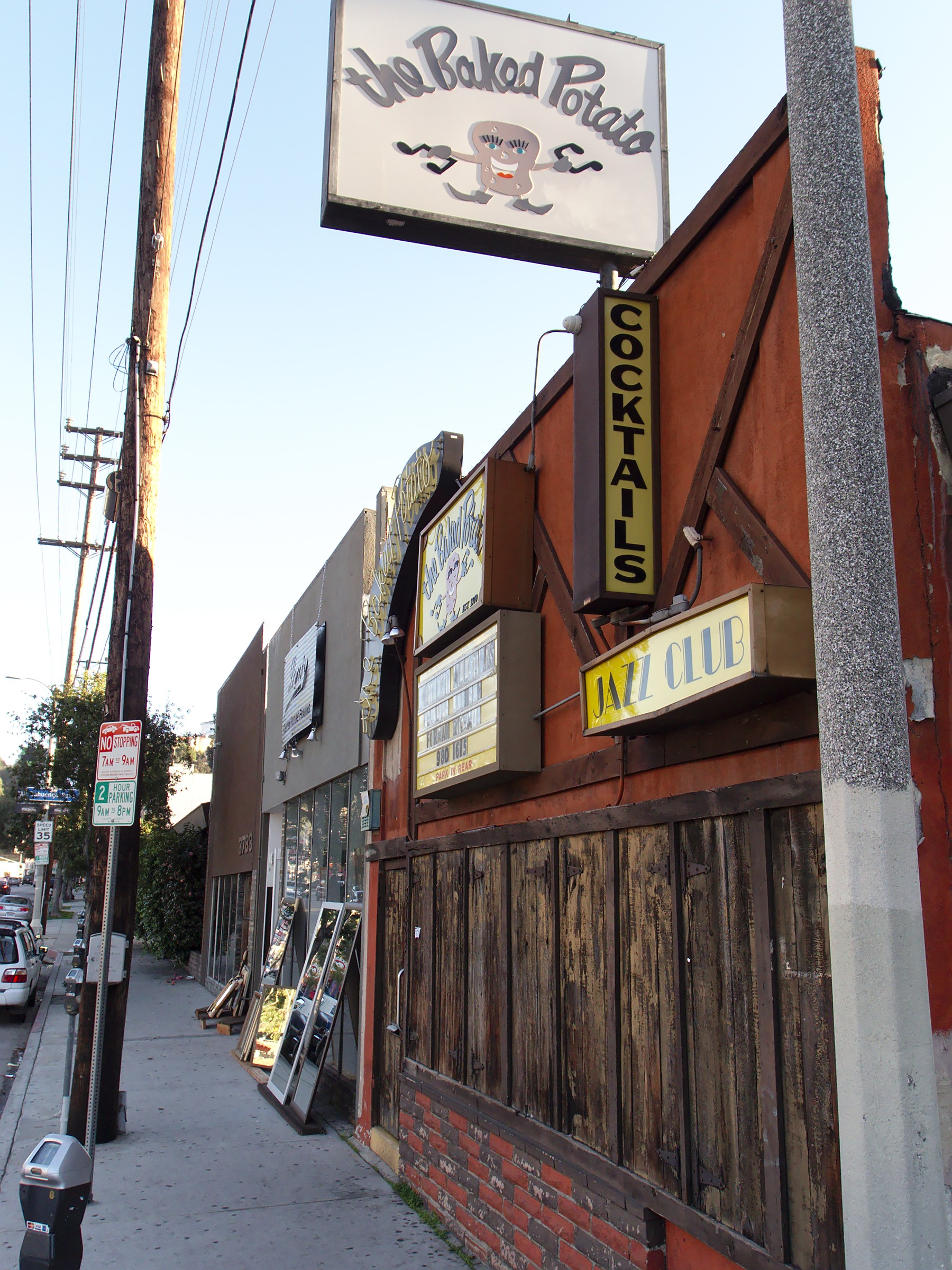
El club en 2015.

The Baked Potato es un club de jazz de Cahuenga Bulevar en Studio City, Los Ángeles, fundado por Don Randi en 1970. Randi formó su propio grupo, Don Randi and Quest, como la banda de la casa. Ha dado lugar a muchas grabaciones en vivo de artistas de jazz fusion. Allí, Larry Carlton grabó Last Nite en 1986. En 2010 el club estuvo nombrado el Mejor Club de Jazz en Los Ángeles por la revista Los Angeles. Nick Menza, exbaterista de Megadeth, colapsó y falleció mientras tocaba con su banda OHM el 21 de mayo de 2016.